# Televisión en Brasil
La televisión en Brasil comenzó el 18 de septiembre de 1950, traída por Assis Chateaubriand, que fundó el primer canal de televisión del país, TV Tupí, en São Paulo. Desde entonces la televisión creció en Brasil, y hoy representa un factor importante en la cultura popular moderna de la sociedad brasileña. En 1 de agosto de 1957 se inicia las transmisiones entre las ciudades de Brasil, con un enlace montado entre TV Rio y TV Record, uniendo las ciudades de Río de Janeiro con Sao Paulo, con la transmisión del «Gran Premio Brasil de Turfe», directo desde el «Hipódromo de Gavea» en Río de Janeiro. En 1959 surge «TV Continental» canal 9 en Río de Janeiro, trayendo la novedad del videotape para Brasil; esta sería cerrada en 1972. En 1960 se inaugura la primera «TV Excelsior» en Sao Paulo, la segunda vendría en 1963 en Río de Janeiro. Las dos salieron del aire por decisión del gobierno militar en 1970.
En 1960 fueron inauguradas las dos primeras emisoras de televisión de Recife: «TV Jornal do Commercio» y «TV Radio Clube de Pernambuco». El 26 de abril de 1965, entra al aire «TV Globo» canal 4 de Río de Janeiro, embrión de «Rede Globo». En marzo de 1966 «TV Globo» compra «TV Paulista», transformándola en «TV Globo Sao Paulo», primer paso par la creación de Rede Globo. El 13 de mayo de 1967, comienza a funcionar «TV Bandeirantes» canal 13 de Sao Paulo, la primera emisora de la «Rede Bandeirantes». En 1968 fue inaugurada la primera emisora de TV educativa de Brasil: «TV Universitaria», de la Universidad Federal de Pernambuco. El 28 de febrero de 1969, se inaugura en Brasil las primeras torres de rastreamiento de satélite por la Embratel, en aquel entonces una empresa estatal localizada en el municipio de Tangua, en el estado de Río de Janeiro, ligando en línea directa a Brasil entre sí con el resto del mundo. El 31 de marzo de 1972, fue inaugurada oficialmente la televisión a color en Brasil. En abril de 1977 fue clausurada «TV Rio». 
El 16 de junio de 1980, fue cerrada por el gobierno federal «Rede Tupi», cuyas emisoras eran pioneras de la TV en Brasil, en el aire desde la década de 1950. El 19 de agosto de 1981, Silvio Santos unifica sus emisoras fundando el «Sistema Brasileño de Televisión» (SBT). El 5 de junio de 1983, se funda en Río de Janeiro, «Rede Manchete», compuesta por canales de Río de Janeiro, Sao Paulo, Belo Horizonte, Recife, Fortaleza y con la representación en Brasilia. En marzo de 1985, Brasil comienza a operar con su primer satélite, el Brasil-Sat. En 1987 vuelve a funcionar «TV Rio» que más tarde sería vendida a la Iglesia Universal. El 9 de noviembre de 1989, TV Record de Sao Paulo es vendida al obispo Edir Macedo, iniciando entonces Rede Record de Televisión. La primera TV por suscripción en Brasil, surgió en 1990 en las ciudades de Sao Paulo y Río de Janeiro, el sistema "MMDS", la empresa pionera fue comprada el año siguiente por la «Editora Abril», que la transformó en TVA. El 16 de mayo de 1999 Rede Manchete fue vendida a un grupo de empresarios paulistas que fundaron Red TV!. La TV digital en Brasil tuvo inicio a las 20:30 del 2 de diciembre de 2007, inicialmente en la ciudad de Sao Paulo, utilizando el patrón ISDB-T japonés, rebautizado en Brasil con el nombre disfrazado de SBTVD (Sistema Brasileño de Televisión Digital), sin embargo, en realidad el sistema no tenía ningún componente brasileño, excepto el middleware Ginga. 

## Historia

### Década de 1930 y 1940
En junio de 1939 se realizó una exhibición durante la "Feira de Amostras", donde fue presentado un aparato de TV de la empresa alemana Telefunken.
En 1941, la NBC, perteneciente a RCA en los Estados Unidos, inaugura la televisión en el mundo, en la ciudad de Nueva York, con transmisiones en sistema pago de aparatos y de señal, transmitiendo desde lo alto del edificio Empire State por el canal 1, el mismo canal que más tarde sería utilizado por las emisoras europeas y donde los contratos estaban restringidos a los gobiernos. En 1946, en un acuerdo entre el gobierno americano y la RCA, la señal de la NBC es transferido para el canal 4 y se instala el sistema de transmisión americano, inicialmente operando en 12 canales de VHF (de 2 a 13). Ese sistema es aprobado para las transmisiones en Brasil gracias a la influencia de Assis Chateaubriand, quien estaba interesado en ser el primero a inaugurar la TV en Brasil. En 1946, son distribuidas por el gobierno de Eurico Gaspar Dutra, los primeros contratos y se crea el pilar fundamental para la construcción del primer transmisor de televisión en Brasil, para la TV Tupi de Río de Janeiro, en una torre construida en el "Morro do Pão de Açúcar" en Río de Janeiro. A finales de 1949, un equipo de técnicos viene a Brasil para conocer la primera torre y constata que, por la topografía de la ciudad de Río, ese morro no era el ideal para colocar las instalaciones de los transmisores.
Como Assis Chateaubriand tenía interés en inaugurar la primera emisora de televisión en América Latina y ya sabiendo que los Estados Unidos estaba patrocinando la inauguración de un canal en Cuba para las navidades de 1950, decide transferir la inauguración del primer canal para Sao Paulo, donde detiene la concesión del canal 3, dado a la Radio Difusora de Sao Paulo. Encomienda entonces en los Estados Unidos el sistema necesario para el montaje de la emisora ya lista, bastando solo la instalación para entrar en funcionamiento. En junio de 1950, la encomienda llega en barco al puerto de Santos y es acompañada hasta la capital por artistas de las Emisoras Asociadas en Sao Paulo, en un desfile de carros histórico.

### Década de 1950

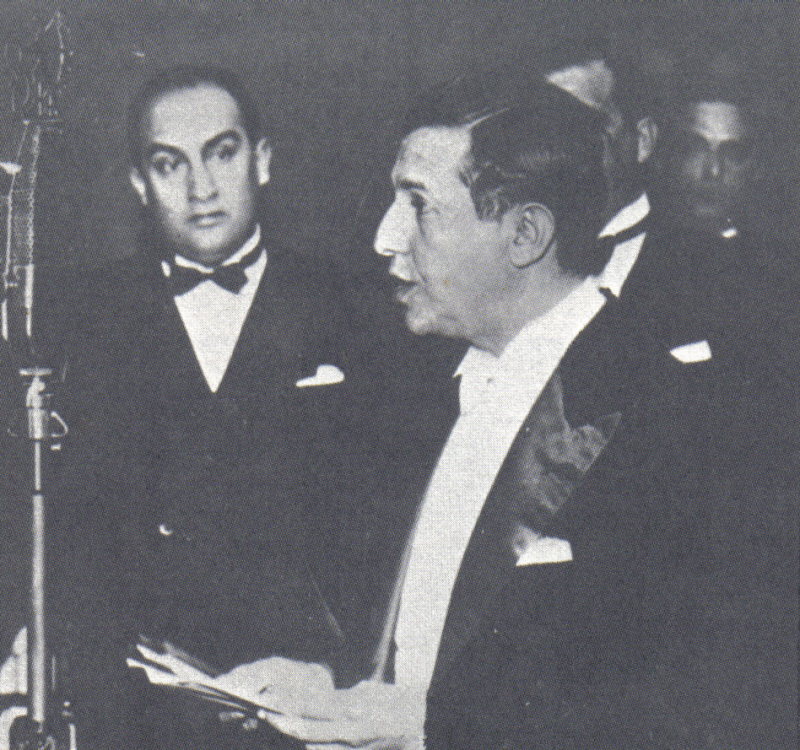
Assis Chateaubriand.

En los años 1950, la televisión tuvo en Brasil un carácter de aventura, siendo los primeros años marcados por el aprendizaje y las improvisaciones en directo. El alto coste del televisor, que era importado, restringía su acceso a las clases más acomodadas. Los recursos técnicos eran precarios, disponiendo las emisoras apenas del suficiente material para mantener las estaciones en el aire.
Assis Chateaubriand quería aumentar su conglomerado de medios de comunicación, y para esto, decidió llevar la televisión al Brasil. Como en la época el equipamiento no se producía en el país, todo tuvo que ser traído de los Estados Unidos.
Junto a los funcionarios, hubo que buscar todos los equipamientos que llegaron al puerto de Santos el 25 de marzo de 1950, en el litoral del Estado de São Paulo. Los equipamientos eran todos encomendados de la Radio Corporation of America (RCA). Antes de esto, ya había realizado un preestreno con una presentación de Fray José Mojica, un padre cantor mexicano.
El 10 de septiembre es efectuada una transmisión por la TV Tupí, aún en su fase experimental. Su contenido era un film donde el expresidente brasileño Getúlio Vargas relataba su retorno a la vida política.
Entonces, el 18 de septiembre de 1950, Assis cumple su gran objetivo: coloca en el aire oficialmente a TV Tupí, canal 3 de São Paulo, PRF-3 TV. El transmisor fue colocado en la azotea del edificio del Banco del Estado de São Paulo. Las imágenes fueron generadas a partir de un estudio localizado en la calle «7 de Abril», en el centro de la ciudad. Existe una célebre cita dicha por una niña de cinco años de edad.[cita requerida]

«Está no ar a televisão no Brasil».
«Está en el aire la televisión en el Brasil».

El logotipo del canal era un pequeño indígena.
En la época la programación era improvisada y generada completamente en vivo. Los imprevistos ocurrían frecuentemente; en la inauguración del canal una cámara importada tuvo un desperfecto pocas horas antes de entrar en el aire, y todo el programa fue realizado con solamente una cámara. Como no había televisores en São Paulo ni en ningún otro lugar del país, Chateaubriand instaló 200 aparatos en lugares "estratégicos" de la ciudad de São Paulo.

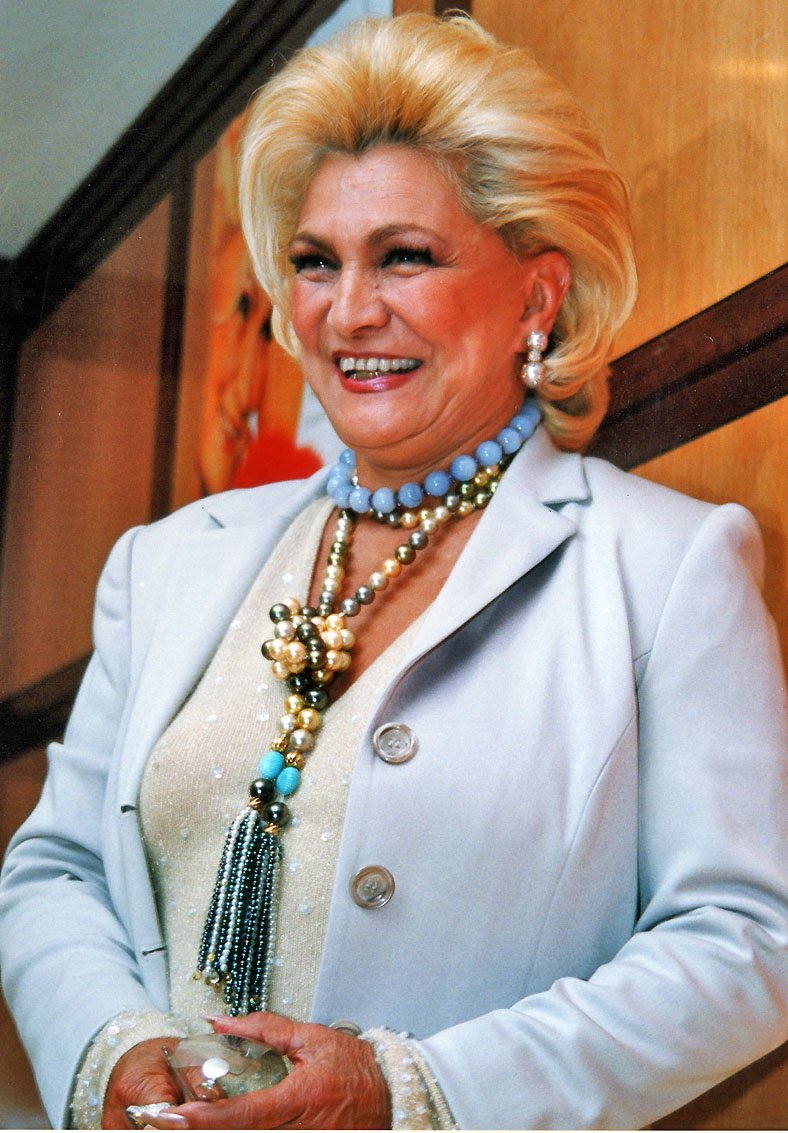
Hebe Camargo, una de las pioneras en la televisión Brasileña.

Se cuenta que estos dispositivos, importados, no podrían llegar al país el día de la primera transmisión por problemas aduaneros. Sabiendo de esto, Chateaubriand utilizó de su influencia, que alcanzaba diversos âmbitos, y anticipó la llegada de los dispositivos.
El primer programa creado especialmente para la televisión fue TV en la Taba, cuya presentación estaba a cargo de Homero Silva. Además de él, Lima Duarte, Hebe Camargo, Mazzaropi, Ciccilo, el ballet de Lia Aguiar, Vadeco, Ivon Cury, Wilma Bentivegna, Aurélio Campos, el jugador Baltazar, la orquesta de George Henri y a poetisa Rosalina Coelho Lisboa también participaban.
TV Tupí también fue la primera a producir y transmitir un noticiario en el Brasil. Imágenes del Día fue al aire el 19 de septiembre sin horario fijo, generalmente yendo al aire en las 21:30 o 22:00. Las notas eran filmadas con película de 16 milímetros y muchas veces tenían de ser revelados y llevados en avión a São Paulo o Río de Janeiro, casi siempre llegando atrasados.
La televisión tenía una audiencia muy pequeña, pues todos los televisores tenían que ser importados. Así mismo, Chateaubriand consiguió vender un año de espacio publicista para algunas empresas.
El primer teleteatro se estrenó en noviembre de aquel año. La vida por un cable (basado en el norteamericano Sorry, Wrong Number) era un drama policial con Lima Duarte, Lia de Aguiar, Walter Forster, Dionísio Azevedo y Yara Lins, contando La historia de una mujer estrangulada por el marido con un cable de teléfono.
El 22 de noviembre el Gobierno Federal crea un régimen de concesiones para la naciente televisión. Ganaron las primeras concesiones TV Tupí, TV Record, canal 7 de São Paulo y TV Diario del Commercio, canal 2 de Arrecife.
En enero de 1951, es inaugurada por Assis Chateaubriand TV Tupí de Río de Janeiro (canal 6), el segundo canal de TV del país. Los dos canales operaban de forma independiente un del otro, pues no había en la época satélite ni torres de transmisión o videotape, siendo la programación de cada canal transmitida en vivo.
Otros canales pioneros de los años 1950 fueron:
- TV Paulista, canal 5 de São Paulo, inaugurada en marzo de 1952;
- TV Record, canal 7 de São Paulo, inaugurada en septiembre de 1953;

Con la inauguración de esos canales, São Paulo pasó a tener a fines de 1953 tres canales, y el Río de Janeiro un canal (TV Tupí).
A los pocos años, el grupo Diarios Asociados inauguraba otras emisoras de TV por el país. En 1955, se inauguró TV Itacolomi, canal 4 de Belo Horizonte. En 1959 surgía la primera emisora de TV de Rio Grande do Sul: TV Piratini, canal 5 de Porto Alegre. Esas y otras emisoras del grupo perteneciente a Assis Chateaubriand, inauguradas en los años siguientes, formarían la Red Tupí de Televisión en la década de 1970.

### Década de 1960
Los años 1960 fueron un período de innovación en la TV, en una época de cambios en las costumbres con la revolución sexual, revueltas estudiantiles, y la llegada del hombre a la luna.
Con la evolución técnica de las emisoras, el videotape llega finalmente en las emisoras brasileñas en 1960, traído por el humorista Chico Anysio, permitiendo que los errores en vivo fuesen previamente corregidos, que un programa pudiese ser grabado en un horario diferente del horario de su exhibición, y aunque el mismo programa pudiese ser reprisado diversas veces.
El videotape (VT) permitió la inauguración en el país de 27 nuevas emisoras, con 80% de la programación basada en grabaciones de las producciones realizadas en el eje Rio-São Paulo.
Surge en 1960 TV Excelsior de São Paulo, que vendría a revolucionar los padrones entonces existentes. La emisora introdujo una filosofía de programación observando a la industrialización de sus productos televisivos y a la valoración profesional del área. El foco principal era la producción de telenovelas.

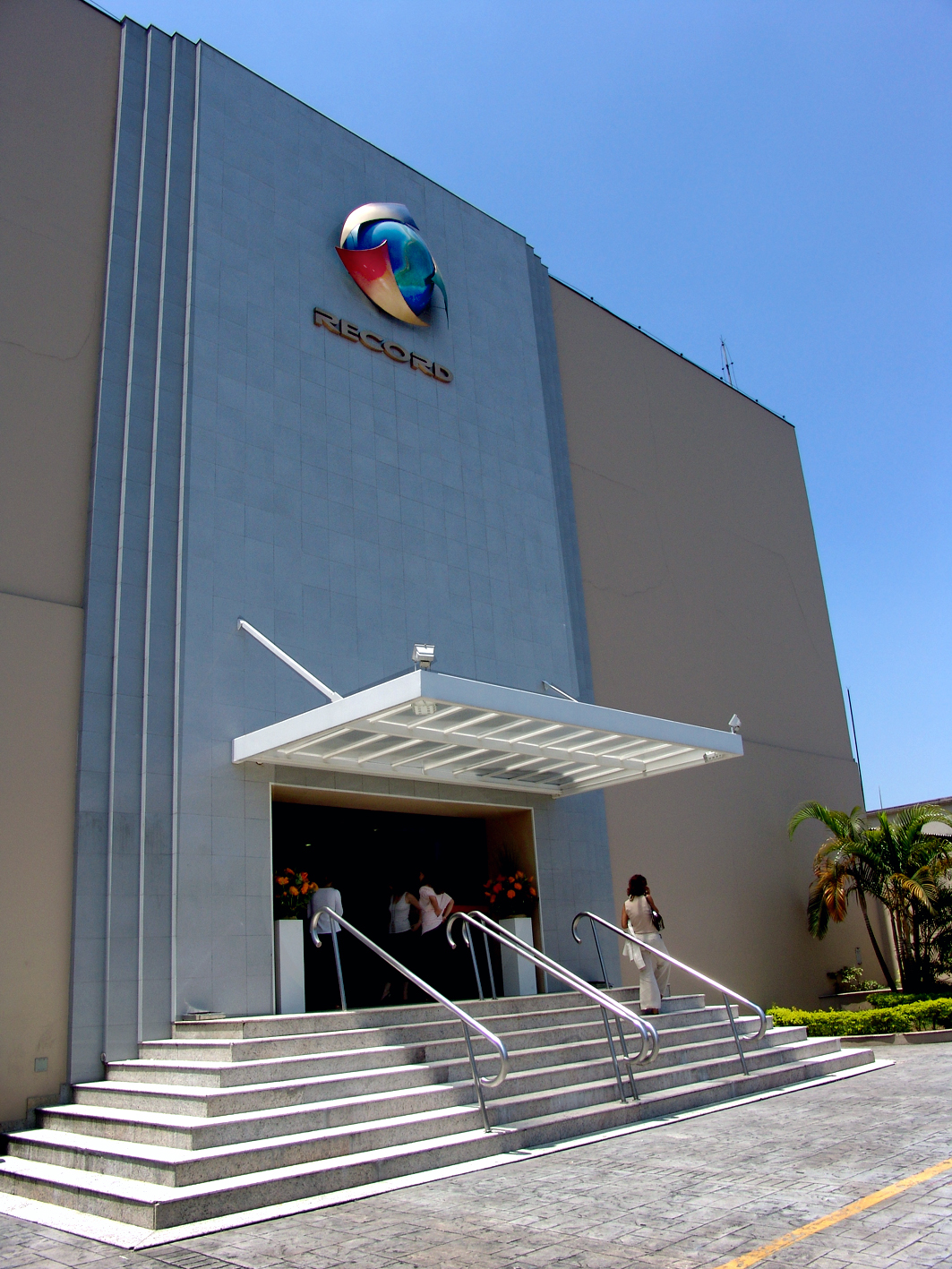
Fachada actual del Teatro Record, en São Paulo.

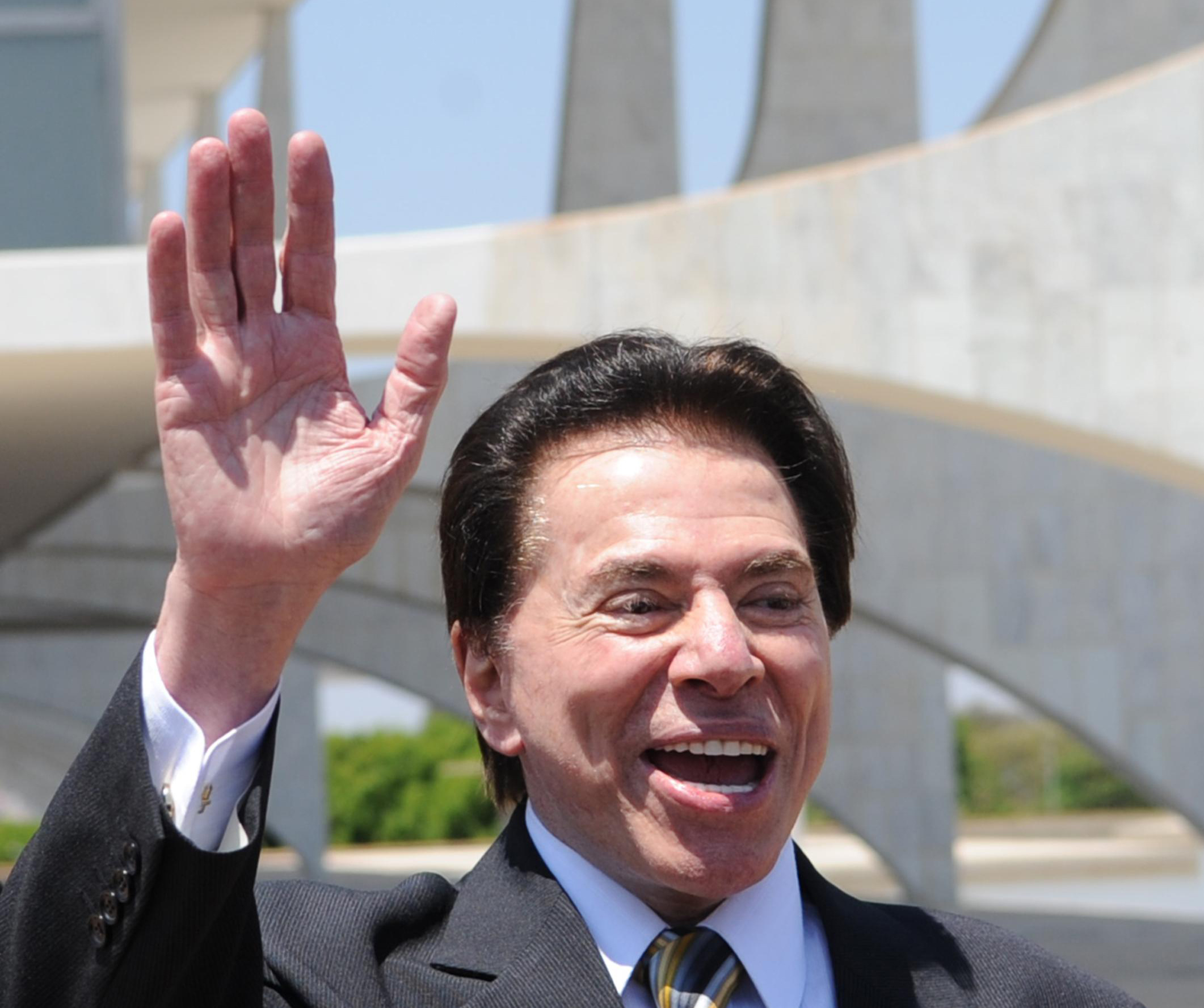
Silvio Santos.

TV Cultura es inaugurada en septiembre de 1960, por Diarios Asociados.
La televisión en color en Brasil comienza en 1962, cuando la TV Excelsior de São Paulo transmite en el Sistema NTSC el programa Moacyr Franco. En 1963 TV Tupí de São Paulo también experimenta la transmisión en colores y comienza a transmitir la serie Bonanza en las noches de sábado, también en NTSC. Las transmisiones en colores, en Brasil, solo comenzarían activamente en la década siguiente.
En 1963, TV Excelsior nacionalizó la programación del horario prime, hasta entonces dominada por series extranjeras. El horario fue ocupado con la novela diaria "2-5499 Ocupado", producida por la propia Excelsior. La emisora fue también pionera en la implantación en el país de la transmisión en red, o ya sea, transmisión simultánea para varias ciudades.
Las primeras transmisiones de televisión vía satélite en Brasil ocurrieron en 1965. En ese mismo año, el 26 de abril, entraba en el aire TV Globo del Río de Janeiro, que más tarde formaría Red Globo. En 1967, a TV Bandeirantes de São Paulo comenzaba sus transmissões.
En la década de 1960, TV Tupí hizo éxito con algunas novelas, entre ellas el drama cubano "El Derecho de Nacer", que marcó records de audiencia.
En 1968, la novela "Beto Rockfeller", de Bráulio Pedroso y Cassiano Gabus Mendes, exhibida por la TV Tupí, innovó la estructura narrativa, mostrando la figura del "antagonista". A partir de ahí, las novelas pasaron a abordar temas urbanos, suburbanos o regionales que pudiesen tener aceptación nacional.
Paralelamente, un espacio se abrió en TV Tupí para proyectos experimentales, a través de programas como Móbile, Poder Joven y Colagem, que buscaban encontrar el real significado artístico del lenguaje de la televisión.
El programa "Familia Trapo", uno de los más famosos programas de humor de TV Record, era transmitido en vivo y en directo desde el Teatro Record en São Paulo, con la presencia del público y dos horas de duración. Este formato del programa "Familia Trapo" sirvió de inspiración más tarde para el programa "Sale de Bajo", de la Red Globo, en los años 1990.
En 1969, TV Cultura es vendida a la Fundación Padre Anchieta, siendo refundada el día 15 de junio, como una emisora de televisión pública.

### Década de 1970
La Copa Mundial de Fútbol de 1970, en México, llegó en colores a Brasil en transmisión experimental de las estaciones de Embratel, que retransmitía para los pocos aparatos de televisión en color e Brasil.Embratel reunió invitados en sus sedes en Río de Janeiro, São Paulo y Brasilia. La señal, recibida en NTSC (patrón americano), era convertida a PAL-M y captada por dispositivos de TV instalados en las tres ciudades. Pocos pudieron disfrutar del mundial en colores. Conforme al relato en el libro "Diario Nacional - 15 Años de Historia" (1984, Río Gráfica Editora - actual Editora Globo), en la TV Globo había, en la época, apenas un dispositivo de TV en colores.
En octubre de 1970, sumergida en deudas, TV Excelsior tuvo su concesión cancelada por el gobierno, y así cerraba sus actividades. En 1975, surgía TV Educativa (TVE), con sede en Río de Janeiro.
En 1971 el gobierno promulga una ley determinando la caducación de la concesión de las emisoras que no transmitieran un porcentaje mínimo de programas en colores. El sistema oficial pasó a ser el PAL-M, que era una mezcla del patrón M del sistema NTSC y de los colores del sistema PAL Europeo. El objetivo era crear una industria totalmente nacional, con su sistema propio.
En 1972, con la regulación del sistema PAL-M en el Brasil, ocurrió oficialmente la primera transmisión en colores en el país, a partir de Caxias del Sur, Rio Grande do Sul, por ocasión de la Fiesta de la Uva, el 19 de febrero. El 31 de marzo del mismo año, se inaugura oficialmente la televisión en colores en el Brasil.
En 1973, TV Globo lanzó la primera telenovela en colores de la televisión brasileña: El Bien Amado. Con la Copa Mundial de Fútbol de 1974, la venta de receptores en colores colocó definitivamente a Brasil en el mundo de la televisión en colores.
Formando redes nacionales que alcanzaban gran parte del territorio brasileño, TV Globo y TV Tupí lideraban la audiencia en la mayoría de las plazas. Las sucesivas crisis administrativas y financieras vividas por TV Tupí a lo largo de la década de 1970 llevaron a Red Globo a asumir una posición hegemónica en el mercado televisivo brasileño, cuadro que perduraría hasta fines de la década de 1980.
Con elevado patrón técnico, exhibiendo telenovelas de gran apoyo popular, programas periodísticos como Jornal Nacional, Fantástico y Globo Repórter, además de filmes y series norteamericanas, Red Globo se tornó en un caso sui generis en la historia de la televisión mundial, al transformarse en fuente primaria o única de información para millones de brasileños, formando opiniones, creando costumbres y definiendo tendencias. La influencia de la Red Globo en a la opinión pública brasileña es, hasta hoy, objetivo de críticas por parte de sectores más intelectualizados de la sociedad.

### Década de 1980

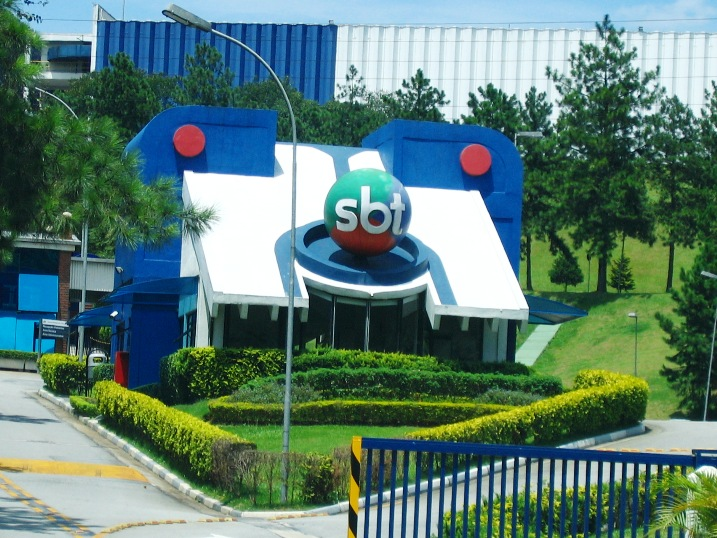
Sede del Sistema Brasileño de Televisión (SBT) en Osasco, São Paulo.

En julio de 1980, el gobierno declaró preventivas las concesiones de siete emisoras de la Red Tupí, inclusive las cabezas de red en São Paulo y Río de Janeiro, provocando el fin de la más tradicional emisora de TV del país. Los empresarios Sílvio Santos y Adolpho Bloch ganaron las concesiones de los canales de televisión vagos con el fin de TV Tupí y TV Excelsior, después vencieron competencia pública, de la cual también participaron los grupos Abril y JB. Sílvio Santos lanzó el Sistema Brasileño de Televisión (SBT), en 1981, de programación eminentemente popularesca. Dos años después, surgiría la Rede Manchete, de propiedad de Bloch, orientada para el público de mayor escolaridad y salario.
En 7 de julio de 1983, durante una huelga nacional de trabajadores, TV Exploradores tuvo sus transmisores sellados por 15 horas. La emisora había transmitido noticias sobre la huelga, el que era prohibido por el gobierno militar. En el inicio de 1984, TV Globo evitó transmitir los comícios del movimiento Directas Ya, que pedía el restablecimiento de las elecciones directas para presidente de la República. TV Globo habría sufrido presión por parte de los militares para no noticiar los comícios, hizo con que parte de su audiencia migrase para los noticieros de otras emisoras. Solamente a partir de abril de aquel año, bajo presión de la opinión pública, la Globo pasó a transmitir los comícios en red nacional.
El fin del régimen militar y la promulgación de la Constitución de 1988 significaron el fin de la censura a la prensa y a los programas de televisión. Roque Santeiro, novela de Días Gomes, cuya exhibición había sido vetada por el gobierno militar en la década de 1970, pudo, finalmente, ser exhibida por la Red Globo en 1985, se tornó uno de los mayores fenómenos de audiencia del género en el país.
Hasta marzo de 1979 había 1483 emisoras de radio y TV en el Brasil. Durante el gobierno de José Sarney, entre 1985 y 1990, fueron distribuidas 1.091 concesiones de radio y TV, 257 fueron en el mes que antecedió la promulgación de la Constitución. De aquel total, 165 beneficiaron a 91 parlamentarios, 90% de los cuales votariam a favor del mandato presidencial de cinco años, defendido por Sarney, durante la Asamblea Nacional Constituinte. Con esto, gran parte de las nuevas emisoras de televisión del Brasil vendría a ser controlada por grupos oligárquicos regionales.
En 1989, TV Record de São Paulo, cuyas acciones hasta entonces pertenecían al Grupo Silvio Santos y al Grupo Paulo Machado de Carvalho, fue vendida al empresario Edir Macedo.

### Década de 1990
La disputa por la audiencia entre las grandes redes de televisión despertó a partir de 1990. Aunque haya mantenido el liderazgo en los índices durante la mayor parte de la década, la Red Globo enfrentó la competencia de Rede Manchete y de SBT. Esporádicamente, la Red Manchete llegó a liderar la audiencia en las mayores ciudades, con programas como a novela Pantanal y el jornalístico Documento Especial. Ya SBT presentaba en a su grade telenovelas producidas en México y programas de apoyo popular como el humorístico La Plaza Es Nuestra, el jornalístico Aquí Ahora y el programa de auditório Domingo Legal. 
En esa década hubo el advenimiento de las redes en UHF. MTV Brasil estrenó en 1990. En 1994, entra en el aire Red Mujer (actual Record News) y, en 1995, Rede Vida.
También en ese período, TV Cultura y TV Record, ambas con sede en São Paulo, más la CNT de Paraná, pasaron a transmitir en red.
Con inicio de las operaciones de la TVA, en 1991, surgieron las primeras emisoras de TV por firma en el Brasil. El sector de TV por firma, dominado por los grupos brasileños Abril y Globo y por el conglomerado norteamericano News Corporation, presentó crecimiento tímido en sus primeros quince años, y solo vendría a crecer más tarde, impulsionada por la venta asociada, por parte de las operadoras, de servicios de banda ancha de Internet.
El calentamiento de la economía a partir de la implantación del Plan Real, en 1994, provocó un cambio en el perfil del telespectador de la TV abierta en Brasil. Las camadas pobladores pasaron a tener más facilidade para adquirir dispositivos de televisión, el que tuvo reflejo en la programación de las emisoras de TV abierta. Pasaron a predominar, en el grado de programación de las grandes redes de televisión, programas de contenido erótico, sensacionalista y de apología a la violencia. A trivialización del contenido televisivo pasó a ser objetivo de críticas de intelectuales, educadores y autoridades públicas brasileñas. 
Después de sucesivas crisis financieras, Rede Manchete cerró sus puertas en 1999. En su lugar, entró en el aire RedeTV!, emisora de sello popular y joven, del empresario Amilcare Dallevo.

### Década de 2000

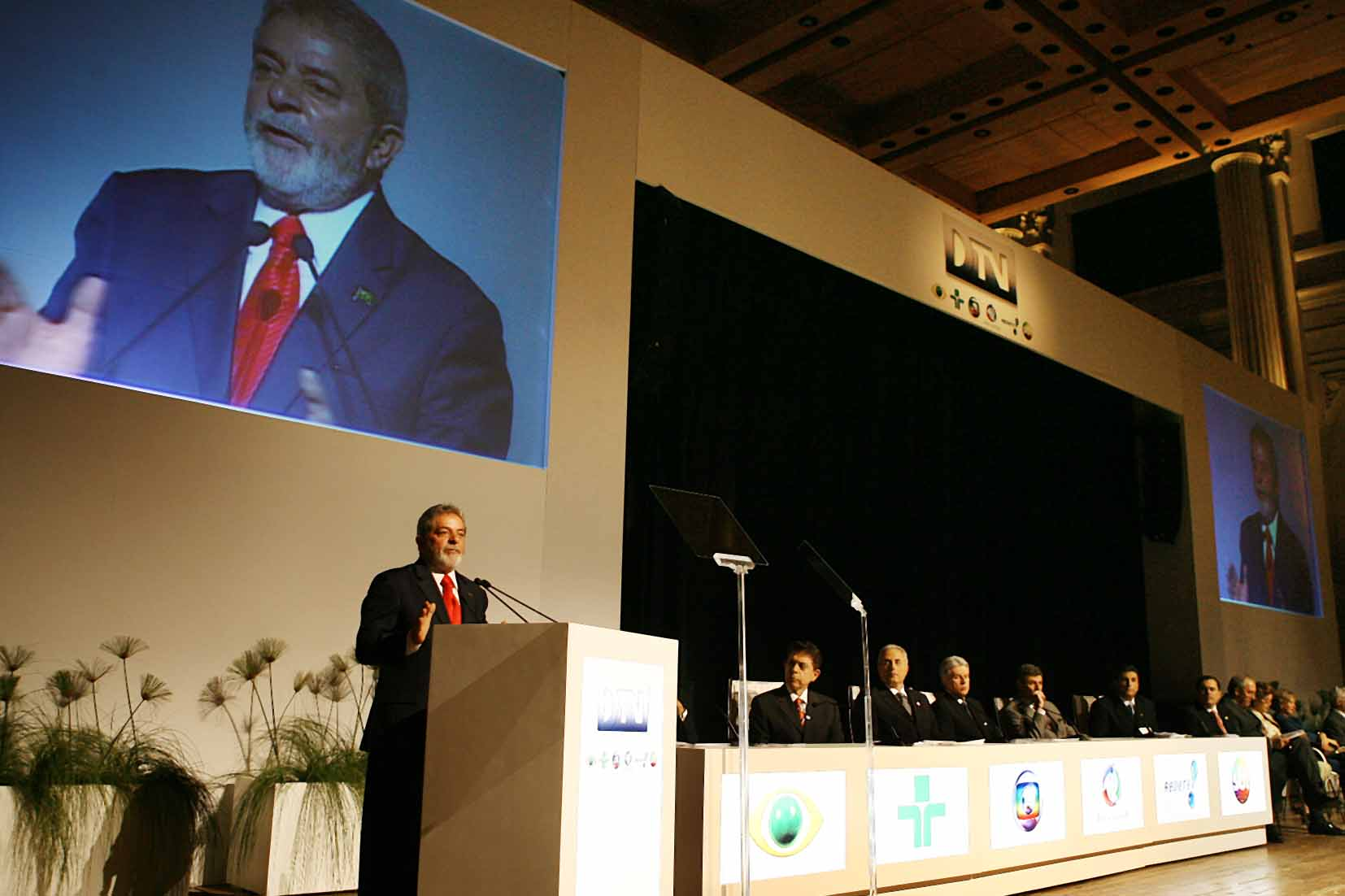
Presidente Lula da Silva en pronunciamento durante la ceremonia de inicio de las transmisiones de la televisión digital en el Brasil.

La primera década del siglo XXI fue marcada, en la televisión brasileña, por el advenimiento de los reality-shows, de entre los cuales se destacaron Casa de los Artistas, en SBT; En el Límite y Gran Hermano Brasil, ambos en Red Globo; y más El Aprendiz y A Hacienda, ambos de Red Record. Ya la audiencia de las telenovelas, en especial las veiculadas por la Red Globo, sufrieron caída acentuada. Entre otros factores, se le atribuye a la crisis en la audiencia de las telenovelas el crecimiento de la televisión por cable y de la Internet residencial.
Con el crecimiento de la Internet, las emisoras de televisión pasaron a lanzar canales de interacción con el público telespectador que gradualmente migraba para la red mundial de computadores. Al mismo tiempo que la audiencia de la TV abierta viene cayendo en los grandes centros urbanos, aumentam los accesos a los sitios que vinculam vídeos con contenido televisivo. Asociado a ese crecimiento, vino el éxito de los programas de humor dirigidos para el público joven, como el Pânico en la TV, el CQC y el Legendários, repletos de interactividad.
Con inversiones de tipo y marketing agresivo, Red Record asumió el vice-liderazgo de audiencia de la TV abierta en 2000. Entretanto Globo TV también mantenía, en agosto de aquel año, el triple de la audiencia de la Record.
La televisión digital entró en operación comercial en el final de 2007. En la misma época, fue lanzada TV Brasil, primera emisora pública lanzada por iniciativa del gobierno federal.

### La llegada de la televisión digital a Brasil
La televisión en Brasil está pasando por una fase de transición para la transmisión digital, que proporciona una calidad superior de sonido e imagen.
El gobierno brasileño optó por una versión modificada del ISDB-T (Integrated Services Digital Broadcasting-Terrestrial) - Patrón japonés, creando el ISDB-TB, sistema de TV digital único en el mundo, incompatible con el patrón utilizado en Japón. La televisión Digital en el Brasil tuvo su estréno oficial el 2 de diciembre de 2007, en la ciudad de São Paulo, después cerca de seis meses de transmisiones experimentales. La inauguración de la nueva transmisión fue transmitida por todas las emisoras.

## Televisión paga
En julio de 2023, Brasil tenía 11,3 millones de abonados a televisión paga, distribuidos entre Claro TV con 4,7 millones de suscriptores (42% del mercado), Sky Brasil con 3,7 millones (32%), Oi con 1,65 millones (15%), y Vivo con 866.000 suscriptores (8%).

## Televisión por estado
| Sur - Paraná - Rio Grande do Sul - Santa Catarina Sudeste - Espírito Santo - Minas Gerais - Río de Janeiro - São Paulo Centro-oeste - Distrito Federal - Goiás - Mato Grosso - Mato Grosso del Sur | Nordeste - Alagoas - Bahía - Ceará - Maranhão - Paraíba - Pernambuco - Piauí - Rio Grande do Norte - Sergipe | Norte - Acre - Amapá - Amazonas - Pará - Rondônia - Roraima - Tocantins |

## Canales principales
Canales principales que se pueden ver en todo el territorio nacional a través de señal abierta:
| Logo | Canal                      | Tipo de programación   | Eslogan                      | Inicio de transmisiones            | Propietario                                                                   | Operador                          | Cobertura | Sitio web         |
| ---- | -------------------------- | ---------------------- | ---------------------------- | ---------------------------------- | ----------------------------------------------------------------------------- | --------------------------------- | --------- | ----------------- |
|      | RecordTV Primario          | Generalista            | Cerca de ti llegamos lejos   | 27 de septiembre de 1953 (71 años) | Edir Macedo (90%) y Ester Bezerra (10%) (Privado)                             | Grupo Record                      | Nacional  | RecordTV          |
|      | Record News Temático       | Noticias               | la información lo es todo    | 15 de septiembre de 2007 (17 años) | Edir Macedo (90%) y Ester Bezerra (10%) (Privado)                             | Grupo Record                      | Nacional  | Record News       |
|      | TV Globo Primario          | Generalista            | El futuro ya comenzó.        | 26 de abril de 1965 (59 años)      | Roberto Irineu Marinho, João Roberto Marinho y José Roberto Marinho (Privado) | Grupo Globo                       | Nacional  | TV Globo          |
|      | Rede Bandeirantes Primario | Generalista            | Yo Creo                      | 13 de mayo de 1967 (57 años)       | Johnny Saad (Privado)                                                         | Grupo Bandeirantes de Comunicação | Nacional  | Rede Bandeirantes |
|      | SBT Primario               | Generalista            | SBT 40 años. Siempre contigo | 19 de agosto de 1981 (43 años)     | Silvio Santos (Privado)                                                       | Grupo Silvio Santos               | Nacional  | SBT               |
|      | RedeTV! Primario           | Generalista            | Evolucionando con usted      | 15 de noviembre de 1999 (25 años)  | Amilcare Dallevo Jr. (70%) y Marcelo de Carvalho (30%) (Privado)              | TV Ômega Ltda.                    | Nacional  | RedeTV!           |
|      | TV Brasil Primario         | Generalista y cultural | Brasil comienza aquí         | 2 de diciembre de 2007 (17 años)   | Gobierno de Brasil (Público)                                                  | Empresa Brasil de Comunicação     | Nacional  | TV Brasil         |

## Canales secundarios de señal abierta
Estos son los canales de televisión secundarios que pueden ser vistos solo en algunas partes del Brasil, algunos son canales regionales..
| Logo | Canal          | Tipo de programación                                          | Propietario                             | Operado por                        |
| ---- | -------------- | ------------------------------------------------------------- | --------------------------------------- | ---------------------------------- |
|      | TV Cultura     | cultural/educativa                                            | Gobierno del estado de São Paulo        | Fundação Padre Anchieta            |
|      | Record News    | periodística                                                  | Edir Macedo                             | Grupo Record                       |
|      | TV Canção Nova | Religiosa (Iglesia católica) y Generalista                    | Novas Comunicações                      |                                    |
|      | RIT            | Religiosa (Iglesia Pentecostal) y Generalista                 | Sociedade Internacional de Fé e Alegría |                                    |
|      | TV Aparecida   | Religiosa (Iglesia católica) y Generalista                    | Fundação Nossa Senhora Aparecida        |                                    |
|      | RBTV           | Generalista y Regionalista                                    | ABEPEC                                  |                                    |
|      | Ideal TV       | Generalista                                                   | Grupo Spring de Comunicação             |                                    |
|      | Rede CNT       | Religiosa (Iglesia Universal del Reino de Dios) y Generalista | Organizações Martinez                   |                                    |
|      | TV Gazeta      | Generalista                                                   | Fundação Cásper Líbero                  | Rede Gazeta de Comunicações        |
|      | TV Pai Eterno  |                                                               |                                         |                                    |
|      | RBI            |                                                               |                                         |                                    |
|      | RCI            |                                                               |                                         |                                    |
|      | Rede Vida      |                                                               |                                         |                                    |
|      | TV Novo Tempo  |                                                               |                                         |                                    |
|      | TV Escola      | Educativa                                                     | Gobierno de Brasil                      | Acerp                              |
|      | TV Câmara      | Legislativa                                                   | Cámara de Diputados de Brasil           | Cámara de Diputados de Brasil      |
|      | TV Senado      | Legislativa                                                   | Senado Federal del Brasil               | Senado Federal del Brasil          |
|      | TV Justiça     | Judicial                                                      | Supremo Tribunal Federal de Brasil      | Supremo Tribunal Federal de Brasil |
|      | TV Terra Viva  |                                                               |                                         |                                    |
|      | Rede Gênesis   |                                                               |                                         |                                    |
|      | Canal Futura   | cultural/educativa                                            | Grupo Globo                             |                                    |
|      | Amazon Sat     |                                                               |                                         |                                    |
|      | RBS TV         |                                                               |                                         |                                    |
|      | Rede Familia   | Generalista                                                   | Grupo Record                            |                                    |
|      | Rede 21        | Generalista                                                   | Grupo Bandeirantes de Comunicação       |                                    |
|      | Rede Meio      | Generalista                                                   | Paulo Guimarães                         | Grupo Meio                         |

## Canales brasileños de suscripción
Son aquellos canales que solo pueden ser vistos por cable o satélite en Brasil.
| Logo | Canal                 | Programación | Propietario                           | Empresa operadora de pago |
| ---- | --------------------- | ------------ | ------------------------------------- | ------------------------- |
|      | Bis                   | Música       |                                       |                           |
|      | MTV                   | Música       | ViacomCBS                             | Todos                     |
|      | MTV Live HD           | Música       | ViacomCBS                             | Todos                     |
|      | Multishow             | Música       | Grupo Globo                           | Todos                     |
|      | FashionTV             | Moda         |                                       |                           |
|      | FashionBox            | Moda         |                                       |                           |
|      | Climatempo            | Meteorología |                                       |                           |
|      | GNT                   |              |                                       |                           |
|      | Travel Box Brazil     |              |                                       |                           |
|      | Canal Off             |              |                                       |                           |
|      | BandNews TV           | Noticias     | Grupo Bandeirantes                    | Todos                     |
|      | GloboNews             | Noticias     | Grupo Globo                           | Todos                     |
|      | CNN Brasil            | Noticias     | WarnerMedia                           | Noticias                  |
|      | Sex Privê             | Erótico      | Grupo Bandeirantes de Comunicação     |                           |
|      | Sexy Hot              | Erótico      | Grupo Globo                           |                           |
|      | Sextreme              | Erótico      | Grupo Globo                           |                           |
|      | Gloobinho             | Infantil     | Grupo Globo                           |                           |
|      | TV Rá-Tim-Bum         | Infantil     | Fundação Padre Anchieta               |                           |
|      | Gulli                 |              |                                       |                           |
|      | Gloob                 | Infantil     | Grupo Globo                           |                           |
|      | Canal Brasil          |              |                                       |                           |
|      | Cine Brasil TV        |              |                                       |                           |
|      | Prime Box Brasil      |              |                                       |                           |
|      | ESPN Brasil           | Deportes     | The Walt Disney Company Latin America | Todos                     |
|      | BandSports            | Deportes     | Grupo Bandeirantes                    | Todos                     |
|      | SporTV                | Deportes     | Grupo Globo                           | Todos                     |
|      | SporTV 2              | Deportes     | Grupo Globo                           | Todos                     |
|      | SporTV 3              | Deportes     | Grupo Globo                           | Todos                     |
|      | Fish TV               |              |                                       |                           |
|      | Combate               | Deportes     | Grupo Globo                           | Todos                     |
|      | Megapix               | Cine         | Globosat                              | Todos                     |
|      | Telecine Action       |              |                                       |                           |
|      | Telecine Fun          |              |                                       |                           |
|      | Telecine Pipoca       |              |                                       |                           |
|      | Telecine Premium      |              |                                       |                           |
|      | Telecine Touch        |              |                                       |                           |
|      | Telecine Cult         |              |                                       |                           |
|      | Arte 1                |              |                                       |                           |
|      | Comedy Central Brasil |              |                                       |                           |
|      | Curta!                |              |                                       |                           |
|      | Woohoo                |              |                                       |                           |
|      | Viva                  |              |                                       |                           |
|      | Mais Globosat         |              |                                       |                           |
|      | Canal Universitario   |              |                                       |                           |
|      | SescTV                |              |                                       |                           |
|      | Canal Futura          |              |                                       |                           |
|      | Smithsonian Channel   |              |                                       |                           |
|      | AgroMais              |              |                                       |                           |
|      | Canal do Boi          |              |                                       |                           |
|      | Canal Rural           |              |                                       |                           |

## Canales internacionales por suscripción
| Logo | Canal                  | Programación | Canales participantes | Propietario                           | Empresa operadora de pago        |
| ---- | ---------------------- | ------------ | --------------------- | ------------------------------------- | -------------------------------- |
|      | Band Internacional     | Generalista  | Rede Bandeirantes     | Johnny Saad                           | Todos (según operadora por país) |
|      | Globo Internacional    | Generalista  | Rede Globo            | Familia Marihno                       | Todos (según operadora por país) |
|      | RecordTV Internacional | Generalista  | RecordTV              | Edir Macedo (90%) Ester Bezerra (10%) | Todos (según operadora por país) |

## Cadenas Minoritarias
| Cadena             | inicio de emisión                 | Sede                 | Programación                                                | Eslogan                          | Página Web                                                   | Propietario                  |
| ------------------ | --------------------------------- | -------------------- | ----------------------------------------------------------- | -------------------------------- | ------------------------------------------------------------ | ---------------------------- |
| Rede Família       | 1 de agosto de 1997 (27 años)     | Limeira, SP          | Religiosa (Iglesia Pentecostal y Regionalista (generalista) | uma televisão que nasce e cresce | Rede Família                                                 | Edir Macedo                  |
| Rede 21            | 23 de noviembre de 1998 (26 años) | São Paulo            | Juventud y Generalista                                      | 100% Jovem                       | Rede21 Archivado el 3 de octubre de 2009 en Wayback Machine. | Gamecorp                     |
| Rede Tupi (Top TV) | 13 de octubre de 2011 (13 años)   | Francisco Morato, SP | Musical y Generalista                                       | Estamos em primeiro lugar        | Top TV                                                       | Rede Mundial de Comunicações |

## Canales desaparecidos
- Rede Tupi
- Rede Excelsior
- Rede Manchete
- TV Paulista
- Mix TV
- TVE Brasil
- Loading
- MTV Brasil